# Future (Madonna e Quavo)
Future è un singolo della cantante statunitense Madonna e del rapper Quavo, pubblicato il 17 maggio 2019 tratto dal quattordicesimo album in studio di Madonna, Madame X.
Il brano è stato scritto dai due stessi interpreti con Brittany Talia Hazzard, Clement Picard, Maxine Picard e Thomas Wesley Pentz, in arte Diplo e prodotto da quest'ultimo con Madonna.

## Esibizioni dal vivo
Madonna e Quavo hanno eseguito Future dal vivo durante la finale dell'Eurovision Song Contest 2019 del 18 maggio a Tel Aviv, in Israele. L'esibizione, costata €1,15 milioni, è stata finanziata dall'imprenditore israeliano-canadese Sylvan Adams.
La performance ha ottenuto recensioni prevalentemente negative. Ed Power di The Daily Telegraph l'ha definita "incomprensibile e ridicola", aggiungendo che "ha rovinato l'atmosfera". Secondo Jordan Darville di The Fader, l'esibizione è stata "poco convincente" e ne ha criticato la superficialità nel trattare il tema della crisi arabo-israeliana.
Durante l'esibizione sono comparsi due ballerini, uno con la bandiera d'Israele e l'altro con quella palestinese cucita sul giubbotto, per trasmettere un "messaggio di pace". L'Unione europea di radiodiffusione ha affermato di non avere approvato questo elemento, e che non era stato utilizzato durante le prove. L'espediente è stato fortemente criticato sia dagli organizzatori del contest, che hanno affermato che l'evento non è di natura politica, che dalla Campagna Palestinese per il Boicottaggio Culturale ed Accademico d'Israele (PACBI), ritenendolo "immorale" per via del trattamento del popolo palestinese in Israele.

## Tracce
1. Future – 3:53